# Arapska osvajanja na kopnu
Muslimanska osvajanja (ara. الغزوات‎, al-Ġazawāt ili الفتوحات الإسلامية, al-Fatūḥāt al-Islāmiyya) također poznata i kao Islamska osvajanja ili Arapska osvajanja je naziv za niz oružanih sukoba, odnosno osvajačkih pohoda koje je rano arapska muslimanska država, kasnije poznata kao kalifat, poduzela od svog nastanka 620-ih do oko 750. godine, a koji su rezultirali osvajanjem cijelog Bliskog Istoka, sjeverne Afrike, te dijelova srednje i južne Azije, odnosno Kavkaza i južne Europe.

## Osvajanja za vrijeme prvih kalifa (Rašidunski Kalifat)

### Abu Bakr
Nako što je Muhamed ujedinio Arapski poluotok, sredinom 7. stoljeća, energija do do tada trošena u međusobnim borbama usmjerena je na vanjsku ekspanziju. Širenje počinje u vrijeme Muhamedovog nasljednika kalifa Abu Bakra. Kada je učvrstio svoju vlast nizom brzih akcija, u kojima se najviše istaknuo Halid ibn al-Valid, mač božji kako je nazvan, naročito u odlučujučoj bitci kod Aqrabe, Abu Bakr se okrenuo prema sjeveru. Udario je najprije na slabijeg susjeda, Perziju. Halid osvojio i pobijedio garnizon grada Al-Hirah (al-Ḥīrah) te je s oko 18,000 ljudi lako zauzeo južni Irak. U proljeće 634. Abu Bakr šalje u Siriju, koja je tada provincija Bizantskog Carstva, jake snage. Arapi (prema nesigurnoj procjeni s oko 25,000 — 30,000 vojnika), pobjeđuju Bizantince kod Ajnadayna (ara. معركة أجنادين) u Palestini. Ova pobjeda plaćena je zato neuspjehom u Iraku. Abu Ubaidah (Abū ‘Ubaydah ‘Āmir ibn ‘Abdillāh ibn al-Jarāḥ) s vojskom jačine 10,000 ljudi izgubio je bitku tijekom prijelaza Eufrata (al-Furat) u blizini Hire.

### Omar
Omar, Abu Bakrov nasljednik energično je nastavio osvajanja u Siriji. U rujnu 635. Halid ponovo pobjeđuje bizantsku vojsku, pod Damaskom i poslije šestomjesečne opsade zauzima grad. Sudbina Sirije i Palestine riješena je 20. kolovoza 636. bitkom na Jarmuku, gdje je bizantska vojska pod zapovjedništvom Teodora Sakelarija (grč. Θεόδωρος Τριθύριος) potučena do nogu. Glavni grad provincije Sirije, Antiohija predala se bez borbe, a Jeruzalem se branio do 638.
U međuvremenu su Arapi nastavili operacije i protiv Perzije te su bili primorani napustiti Irak. Tijekom 639. i 640. Yad ben Gham (Yyād ben Gham) zauzeo je slabo branjenu bizantsku Mezopotamiju (Mesopotamīa-'Ard al-Ğazīra), u isto je vrijeme vojskovođa Amr ibn el-As osvojio Egipat. Prijetnja Perzije arapskom širenju skršena je u bitci, 642. godine, kod Nahavanda (Nahāwand), južno od Hamadana (Hamadān) te nakon tog poraza nestalo je organiziranog otpora.

## Građanski rat i dinastija Omejida do Poitiersa
U teokratskoj državi kao što je bila Muhamedova, stalno se sukobljavala duhovna i vojna vlast, a nije bio određen niti sigurni princip nasljeđivanja. U građanskom ratu koji izbija poslije Omarove smrti njegov nasljednik Ali, 656.— 661., pobjeđuje Basrane s njegovim rivalima na čelu. Već tada je Arabija prepustila političko vodstvo osvojenim provincijama gdje je odavno bila i materijalna snaga. Poslije Alijevog ubojstva, 24. siječnja 661., Muavija I. osnovao je dinastiju Omejida koja je vladala u Damasku do 750., a u Španjolskoj do 1031.
Muavija je unaprijedio administraciju mladog arapskog carstva, unio više reda u društvene odnose i nastavio ekspanziju s težištem protiv Bizanta. Glavni mu je cilj bio Carigrad, ali pod njim, najjačom utvrdom srednjeg vijeka, arapska je najezda prvi put zaustavljena. Nakon propasti opsade grada od 674. do 678., Muavija je bio prisiljen sklopiti mir, kojim se Biznatu obvezao na plačanje godišnjeg danka. Više uspjeha je imao u sjevernoj Africi. Ukba ibn-Nafi ('Uqba ibn-Nāfi') u savezu s Berberima slomio je posljednje ostatke kršćansko-bizantske vlasti u području oko Kartage i tu osnovao vojni logor Kairuan (al-Qairawān) koji je štitio put za Egipat i poslužio kao oslonac za daljnje nadiranje prema zapadu duž afričke obale.
Muavijina smrt (680.) izazvala je nove unutrašnje borbe, no ipak je ostalo snage za daljnju ekspanziju. Za vladavine Abd al-Malika (Hishām ibn ʿAbd al-Malik, 685. — 705.) kreće novi osvajački val. Na sjeveru, protiv Bizanta, nije bilo rezultata, Taursko gorje Arapi su prelazili samo povremeno. Napad na Carigrad 717./718. ponovno je završio porazom.
Ali prema zapadu i istoku postignuti su veliki uspjesi za vladavine Valida I. (al-Walīd, 705. — 715.). Iz Beludžistana (Baluchistān) Muhamed bin Kasim (Muhammad bin Qasim) prodro je na donji Ind i 712. pobijedio indijskog radžu Dahira (Dāhir) kod Arora. Dalje nadiranje Arabljana u Indiju se ovdje zaustavilo. Ovladavanje srednjom Azijom do kineskog Turkestana izvršeno je postepeno između 705. — 715.  Ukba ibn-Nafi nastavio je operacije u sjevernoj Africi, koju su Arapi kasnije nazvali Magreb i 682. izbio na Atlantik.
Berberi, ratoborni nomadi vrlo bliski Arapima po načinu života i ratovanja, pružili su krvav otpor i nizom ustanaka u nekoliko prilika doveli u pitanje vlast Arapa u SZ Africi. Arapi su ih smirili tako što su ih uključili u svoje dalje osvajačke pohode. Vojsku od oko 7000 ljudi, koja je 711. pod Tarikom ibn Zijadom (Ṭāriq ibn Ziyād) prešla Gibraltar, većinom su činili islamizirani Berberi. Tarik je zadao smrtni udarac vizigotskoj državi, u bitci kod Guadalete, 25. — 26. srpnja 711., poznatijom pod nazivom Jerez de la Frontera. Nastavio je nadiranje i za 4 godine zauzeo cijelu Španjolsku izuzev uskog pojasa na podnožju Pirineja i u Asturiji (Asturias) odakle je kasnije krenula rekonkvista. Arapi su prešli i Pirineje te probili do Poitiersa gdje ih je 732. pobijedio Karlo Martel. Tu, 1,500 km daleko od svoje baze (Gibraltara), ofenziva Arapa je završila.

## Prevrat u kalifatu
Pokret protiv Omejida krenuo je iz Horasana (Khorāsān) gdje se centralna vlast nije jako osjećala. U njemu sudjeluju pretežno islamizirani Iranci, ali su na čelu ipak Arapi. Vođa je bio Abu Muslim (Abu Muslim al-Khurāsānī). Iznenađeni Marvan II. izgubio je 750. u Mezopotamiji, bitku na Velikom Zabu (al-Zāb al-Kabīr), lijevoj pritoci Tigrisaa, a potom i kod Busira (Būsir) u Egiptu, gdje je i ubijen. Abu-Muslim je istrijebio sve Omejide izuzev Abd al-Rahmana I., koji je pobjegao na zapad i kasnije u Córdobi osnovao novu dinastiju Omejida na Pirinejskom poluotoku (756. — 1031.).

## Uspod i pad Abasida te kraj jedinstvenog kalifata
Dinastija Abasida prenosi prijestolnicu kalifata iz Damaska u Bagdad, kako bi bila bliže Horasancima koji su je doveli na vlast. Horasance postepeno zamjenjuje stajaća vojska novačena među Turcima i crncima. Do početka 9. stoljeća potpuno nestaje arapska vojske (milicija) plemenskog tipa. Prvo stoljeće vladavine Abasida bio je politički najstabilnije, iako su se tu i tamo pojavljivali prevratnički pokreti na nepreglednom državnom teritoriju. Bio je to i period najvećeg blagostanja i kulturnog procvata, ali osvajačkih pohoda nije više bilo.
Dekadencija države nastupa u drugom razdoblju abasidske vladavine, kada kalifi padaju pod utjecaj vojske. Početkom 10. stoljeća prevlast vojske je i formalno potvrđena uspostavom funkcije vrhovnog zapovjednika (amīr al-umarāʾ, zapovjednik zapovjednika) koji postaje gospodar države. U nedostatku jedinstva, koje su ranije osiguravali arapski ratnici, Abasidski Kalifat postepeno se raspada na mnoštvo nezavisnih dijelova. Male dinastije, vojnički su čvršće organizirane pa su i mogle izvesti velike vojničke pothvate. Tako su tuniški Aglabidi (Banū al-Aghlab) osvojili Siciliju 827. — 878., a 962. Mahmud od Ghaznija (Mahmūd Ghaznī) izvršio je pohod na Indiju. Kalifat, koji je sveden samo na Irak, ruše Mongoli zauzimanjem Bagdada 1258. Vlast Arapa na Pirinejskom poluotoku konačno je srušena u 15. stoljeću.

## Razlozi velikih osvajanja
Za svega jedno desetljeće, s nekoliko desetaka tisuća vojnika osvojena su bogata i naseljena područja od Amu-Darja (Amu Darya) do Nila i od Taurskog gorja (Toros Dağları) i Armenskih planina do Perzijskog zaljeva. Pored političkog jedinstva koje je omogućilo da se osvajački arapski pohodi budu povezane i promišljene operacije te ratničkog duha koji su donijeli sa svojih pustinja i stepa, uzroke ovako munjevitih uspjeha treba tražiti i u slabosti protivnika.
Bizant i Perzija bile su iscrpljene dugogodišnjom međusobnom borbom, koja se završila 629. neposredno pred dolazak Arapa. Njihove snage nisu dostizale niti jačinu skromnijih vojski Arapa. Bizant je usto vodio borbe sa Slavenima na Balkanu i Langobardima u Italiji. Državi Sasanida, s druge strane, nedostajala je jedinstvena etnička osnova od Tigrisa (Diğla) do Nila, vlast Perzijanaca, odnosno Bizantinaca, zasnivala se na slabim garnizonima usred raznih naroda pritisnutih fiskalnim teretima i krutim vjerskim dogmama koje je nametala centralna vlast. Dolazak osvajača značio je za njih manji teret.

## Vojna organizacija i taktika tijekom bitke
Operacije na dugačkim pravcima tako brzim tempom mogle su se izvoditi samo brojnom konjicom. Laka konjica činila je glavnu operativnu snagu Arapa. Laki konjanici pustinja i stepa su u osnovi individualni borci, neskloni taktičkim postrojima. Da bi povećao njihovu efikasnost, Muhamed je govorio da "bog voli one koji se za svoju stvar bore u čvrstom borbenom stroju". Iz arapskih izvora vidi se da je podeljena na konjanike s dužim kopljima, s džilitima, s lukom i strelicom i s cjelokupnom opremom (oklopom i mačem). Bolje naoružani i opremljeni su u prvom redu, nešto slabiji u drugom i tako sve do petog reda. Prvi i četvrti vodili su blisku borbu u pravilnom postroju, a drugi i treći u slobodnom. Kombinacija oba taktička oblika osnovna je karakteristika Arapa. U literaturi ratna vještina se indentificira s konjaničkim propisima, ali bio je i pješaka, strijelaca i kopljanika, ali u kasnijim razdobljima.

## Uprava nad osvojenim područjima i početak islamizacije
Naglo širenje države na područja stranih naroda, druge vjere i društvenih odnosa, stavilo je Arape pred teške upravne probleme koje nisu mogli riješiti vlastitim snagama. Krenuli su u pljačku, ali su kulturno suviše odmakli da bi samo rušili i odnosili. Arapi se naseljavaju među narode osvojenih zemalja kao privilegirana ratnička kasta, a od svojih novih podanika uzimaju porez da bi se mogli izdržavati. Ostavljaju zatečeni upravni aparat i privredni mehanizam, vjerske dostojanstvenike (patrijarhe, biskupe, rabine) čine odgovornim za lojalnost njihove pastve te na njih prenose društvene i pravne poslove. Da bi zadržali svoje ratničke osobine, Arapima je bilo zabranjeno posjedovanje zemlje na osvojenim područjima i miješanje sa stanovništvom. Za njih i njihove obitelji podignuti su posebni vojni logori na mjestima od vojnog značaja, kao Kufa (al-Kūfah), Basra, Wasit u Iraku i Fustat (al-Fustat) u Egiptu, koji su ubrzo postali i središta privrednog života te se većinom razvili u značajne gradove. Ustanova logora omogućila je držanje na okupu operativne vojske. Na čelo pokrajina postavljeni su emiri, guverneri s vojnom i policijskom vlašću, uz koje su bili amili, upravitelji financija. Arapi nikome nisu nametali islam, jer bi širenjem svoje vjere smanjivali svoje prihode. Osnovu arapske vlasti dao je Omar.
U prvim desetljećima 8. stoljeća Arapsko Carstvo obuhvaćalo je dotada najveće prostranstvo, dostigla je i prestigla ranija carstva. Islam će i dalje prodirati do Dalekog Istoka i u centar Afrike, ali bit će nošen drugim rasama i jezicima te izvan okvira Arapske države. Još čitavo stoljeće carstvo kalifa sačuvalo je karakter jedinstvene države u kojoj će se centralna vlast osjećati do najudaljenijih pokrajina, a u dobroj mjeri provodeći i jedinstvenu administraciju od Španjolske do Turkestana. Bila je to autokratska država s određenim feudalnim elementima. Počivala je na vojničkoj prevlasti pobjedničkih arapskih plemena koja su primala vojnu plaću i oštro se odvajala od pokorenog stanovništva, no ova podvojenost nije mogla potrajati. Procesom islamizacije, koje je tekla sve brže, stvorila se ubrzo muslimanska masa nearapskog podrijetla koja je prihvatila arapski jezik, a nametnula se u ekonomskom, političkom i javnom životu. Spoj civilizacija podčinjenih naroda i kulturnih elemenata Arapa stvorila je bogatu arapsko-muslimansku kulturu koja je dala brojne rezultate na kulturnom i gospodarskom planu. Ovim se izgubila i ranija podjela vojske na plemena. Marwan II. (Marwān, 745 — 750.), posljednji Omejid na istoku, stvorio je mješovite jedinice na čelu s profesionalnim zapovjednicima.